# Georges Darien
Pour les articles homonymes, voir Darien.
Georges Darien, né Georges Hippolyte Adrien le 6 avril 1862 à Paris 7e et mort le 19 août 1921 à Paris 6e, est un écrivain français de tendance anarchiste, frère du peintre Henri Gaston Darien.
Son œuvre, qui comprend récits, pamphlets et pièces de théâtre, se place sous le signe de la révolte face à l’injustice et à l'hypocrisie.

## Biographie
Darien naît sous le Second Empire à Paris, premier des deux fils d’Honoré-Charles Adrien, qui tient un magasin de nouveautés, et de Françoise-Sidonie Chatel. Sa mère meurt alors qu'il n'a que 7 ans. D'après un témoignage tardif recueilli par son premier biographe (Auriant), il aurait ensuite été élevé par une belle-mère catholique intransigeante, ce qui expliquerait son anticléricalisme viscéral.
En mars 1881, devançant l'appel, il s'engage à l'armée. Le 23 juin 1883, son insoumission lui vaut de passer en Conseil de guerre, qui l'envoie pour trente-mois mois à Biribi, un bataillon disciplinaire en Tunisie. C'est le titre qu'il donnera au premier roman qu'il écrit, Biribi, où il dénonce les difficultés de sa condition et celles de ses compagnons. Achevé en 1888, son roman n’est publié que deux ans plus tard par son éditeur Savine, qui n'accepte de le publier qu'après le procès (et le succès) du roman Sous-Offs de Lucien Descaves.
Dans son roman à clés Les Pharisiens (1891), il attaque violemment Édouard Drumont et les milieux antisémites, dont fait partie son premier éditeur Albert Savine.
Il rejoint le groupe anarchiste La Panthère des Batignolles animé par Clément Duval. 
De 1891 à 1897, il quitte Paris pour vivre en Belgique, en Allemagne et en Angleterre, Londres en particulier, où il écrit son roman Le Voleur et son pamphlet La Belle France. En dépit d'une seconde biographie récente, peu de choses de sa vie à cette époque sont connues, ce qui laisse libre cours aux fantasmes qui associent la vie de l'écrivain à celle du héros du Voleur. Admiré par Alfred Jarry, Alphonse Allais et plus tard par André Breton, Georges Darien devient un auteur prisé des milieux libertaires.
Outre ses romans, Darien est un pamphlétaire virulent. Il collabore à plusieurs revues anarchistes à l'existence éphémère, comme L’En-dehors de Zo d'Axa (1891-1893), L'Escarmouche (dont il est l'unique rédacteur, 1893-1894) et L'Ennemi du peuple (1903-1904).
En 1906 et en 1912, George Darien se présente aux élections législatives en tant que « candidat de l'Impôt Unique », entendant ainsi porter les idées de Henry George dans le premier arrondissement de Paris, auxquelles il échoue. Durant cette période, il écrit essentiellement des pièces de théâtre, et fonde l'Union syndicale des artistes dramatiques.
En 1919, Suzanne Darien, qu'il avait épousée en 1899, meurt. Il se remarie avec Julie Delpuech le 19 mars 1921, quelques mois avant sa mort.
L'écrivain est redécouvert après la réédition du Voleur en 1955 et de Bas les cœurs ! en 1957, tous deux par l'éditeur Jean-Jacques Pauvert. En 1955, l'ensemble de l’œuvre de Georges Darien est couronnée à titre posthume par le « Prix des bouquinistes ».

## Œuvres

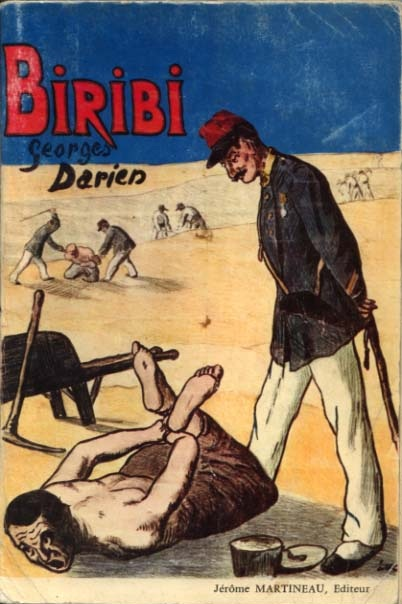
Biribi, projet de couverture du peintre Maximilien Luce (vers 1895) pour une édition populaire du roman de Darien qui ne verra pas le jour.

### Récits
- Bas les cœurs !, Paris, Savine, 1889
- Biribi, Paris, Savine, 1890
- Florentine, nouvelle publiée dans La Revue indépendante, mars 1890 « (lire en ligne) »
- Les Pharisiens, Paris, Genonceaux, 1891
- Le Voleur, Paris, Stock, 1897
- (en) Gottlieb Krumm, made in England, Londres, R.A. Everett & Co, 1904 (roman traduit pour la première fois en français en 1984, par Walter Redfern)
- L'Épaulette, Paris, Fasquelle, 1905

### Pamphlets, articles et brochures
- Les Vrais Sous-Offs, avec Édouard Dubus, Paris, Savine, 1890
- La Belle France, Paris, Stock, 1900
- (en) Can We Disarm?, en collaboration avec Joseph McCabe (en), Londres, Heinemann, 1899Lire en ligne
- L'Ennemi du peuple, recueil des articles écrits par Darien dans cette revue anarchiste en 1903-1904[12], coll. « Classiques de la Subversion », éditions Champ Libre, 1972 ; rééd. éditions L'Âge d'Homme, 2009
- « La Terre n'a pas de maître », dans Le Terrassier, no 1, 15 août 1909 « Lire en ligne »

### Pièces de théâtre
- Bachelière ! (avec Gabriel-Albert Aurier), 1887 (non jouée)
- Les Chapons (avec Lucien Descaves), Paris, Stock, 1890 « (lire en ligne) »
- L'Ami de l'ordre, Paris, Stock, 1898 « (lire en ligne) »
- Le Parvenu (avec Jules Mévisto), 1906
- La Toilette (avec Jules Mévisto), 1906
- Biribi (avec Marcel Lauras), 1906
- Le Pain du Bon Dieu, 1907 (non jouée)
- La Viande à feu, 1907 (non jouée)
- Le Souvenir, 1907 (non jouée)
- La Faute obligatoire, 1907 (non jouée)
- Non ! elle n'est pas coupable !, 1909
- Les Mots sur les murs, 1910
- Les Murs de Jéricho, 1910 (non jouée)
- Les Galériennes, 1910 (non jouée)
- Croissez et multipliez, 1911 (non jouée)

### Éditions récentes
- Voleurs !, Omnibus, 2005  (ISBN 2258068924) (comprenant l'intégralité de ses romans)
- Au temps de l'anarchie, un théâtre de combat, 1880-1914, Séguier-Archimbaud, 2001 (3 tomes) ; le tome II contient sept pièces de Darien : Les chapons, L'ami de l'ordre, Croissez et multipliez, Le pain du bon dieu, La faute obligatoire, Le parvenu, Biribi